# Movilița (gmina w okręgu Vrancea)
Movilița – gmina w Rumunii, w okręgu Vrancea. Obejmuje miejscowości Diocheți-Rediu, Frecăței, Movilița, Trotușanu i Văleni. W 2011 roku liczyła 3183 mieszkańców.